# Tomáš Mráz (piragüista)
Tomáš Mráz es un deportista eslovaco que compitió en piragüismo en la modalidad de eslalon. Ganó una medalla de bronce en el Campeonato Europeo de Piragüismo en Eslalon de 2002, en la prueba de K1 por equipos.

## Palmarés internacional
| Campeonato Europeo | Campeonato Europeo      | Campeonato Europeo | Campeonato Europeo |
| Año                | Lugar                   | Medalla            | Competición        |
| ------------------ | ----------------------- | ------------------ | ------------------ |
| 2002               | Bratislava (Eslovaquia) | Medalla de bronce  | K1 por equipos     |